# Daniel Merriam
Pour les articles homonymes, voir Merriam.
 (décembre 2012).
Daniel Merriam (né en 1963 à York, Maine) est un artiste peintre américain, expert en aquarelle (aquarelliste).

## Biographie
Daniel Merriam a grandi à Naples, dans le Maine, dans une famille de sept enfants. Il a étudié la conception mécanique et architecturale à l'Institut technique professionnel du Maine central avant de travailler pour l'entreprise de design et de construction de sa famille ainsi que comme illustrateur architectural et commercial. Sa première exposition personnelle en tant qu'artiste a eu lieu en 1987, à la Abacus Gallery, dans le Maine.
Merriam a produit des peintures pour les couvertures de livres de Paula Volsky et Neal Barrett Jr. publiées par Bantam Books, ainsi que pour la revue Mid-American. Son travail a également été utilisé sur le playbill de The Midsummer Night's Dream de William Shakespeare produit par le McCarter Theatre au New Jersey. Il a aussi publié deux catalogues de collections de ses tableaux, en 1998 et 2007, qui font à la fois partie des archives permanentes du Musée d'art du comté de Los Angeles, du National Museum of American Illustration et du Peninsular Museum of Art.

## Œuvre
Ses œuvres sont essentiellement inspirées par l'architecture victorienne américaine. Ses « mansions » [Quoi ?] de bois blanc foisonnent en élégants villages au Médiéval baroque ou en machineries flottantes féériques. Ses autres tableaux présentent des personnages à la fois superbes et inquiétants tels des gargouilles lascives.

### Catalogues raisonnés
- Taking Reality by Surprise. San Francisco: Monarch Editions, Inc., 2010.  (ISBN 978-0-9797157-1-6)
- The Art of Daniel Merriam: The Eye of a Dreamer, 1997–2007. San Francisco: Monarch Editions, Inc., 2007.  (ISBN 978-0-9797157-0-9)
- The Art of Daniel Merriam: The Impetus of Dreams, 1988–1997. San Francisco: Monarch Editions, Inc., 1998.  (ISBN 0-9658347-0-0)